# Порций Фест
По́рций Фест (лат. Porcius Festus) — римский прокуратор Иудеи в 59—62 годах.

## Биография
Происходил из всаднического сословия и принадлежал к именитому плебейскому роду. О дате и месте его рождения нет сведений.
Был назначен прокуратором Иудеи на место Антония Феликса. Точная дата назначения не известна, вероятно между 58 и 61 годами.
В отношении к мятежному иудейскому населению новый наместник оказался не лучше Антония Феликса. Он не добился успеха ни в сельской местности, где число пророков и мессий, проповедовавших освобождение от Рима, вышло за все разумные пределы, ни в Иерусалиме, где сикарии, ободрённые успешным покушением на первосвященника Ионафана, убивали и грабили, как им вздумается.
Продолжил практику раздачи римского гражданства и привилегий представителям иудейской знати, что не порадовало Рим. В год назначения рассматривал дело апостола Павла, которого Антоний Феликс по настоянию Иудеев, с первосвященником во главе, арестовал и посадил темницу в Кесарии, где и содержался под предлогом дознаний два года, на самом же деле Феликс надеялся, что Павел даст ему денег, чтоб отпустил его. Но на место Феликса вступил Порций Фест, который из желания доставить удовольствие Иудеям, оставил Павла в узилище. Порций Фест дважды вызывал из темницы на суд апостола Павла и всякий раз убеждался в его невинности. Однажды, когда в присутствии тетрарха Агриппы II и его сестры Береники, дочери Ирода Агриппы I, Павел говорил свою защитительную речь и поведал о страданиях и воскресении Христа, «Фест громким голосом сказал: безумствуешь ты, Павел. Большая учёность доводит тебя до сумасшествия» (Деян. 26:24). Затем апостол Павел, по требованию его, был отправлен Фестом в Рим на суд к императору Нерону.
Также известно, что одно постановление Порция Феста было отменено. Из столовой, которую построил Агриппа, открывался вид на священную территорию храма, поэтому иудеи построили стену, загораживающую вид. Фест приказал убрать стену — на том основании, что она мешала воинам вести наблюдение. Когда дело было представлено на рассмотрение в Риме, иудеям было разрешено оставить стену на месте.
Бремя должности подорвало здоровье Феста, и вскоре после назначения он умер. Его место занял Лукцей Альбин.